# شهرستان دوفین
شهرستان دوفین (به انگلیسی: Dauphin County) یک منطقهٔ مسکونی در ایالات متحده آمریکا است که در پنسیلوانیا واقع شده‌است. شهرستان دوفین ۱٬۴۴۵٫۲۲ کیلومتر مربع مساحت دارد.